# 朱虹 (1980年)
朱虹 （1980年12月11日—），中国大陆女演员，出生于浙江杭州，毕业于北京舞蹈学院和中央戏剧学院。

## 经历
2000年毕业于北京舞蹈学院后进入中国歌舞团任舞蹈演员。2002年进入中央戏剧学院进修。2008年签约北京强视文化有限公司。

## 影视作品

### 电视剧
| 首播日期 | 剧名                     | 角色       | 备注                 |
| 2002年   | 《水果姑娘》             | 香蕉       |                      |
| 2003年   | 《风云2》                | 杜芸苓     |                      |
| 2003年   | 《抢滩大上海》           | 丁雯       |                      |
| 2004年   | 《永不言败》             | 文芳       |                      |
| 2004年   | 《海的誓言》             | 刘小芬     |                      |
| 2005年   | 《红衣坊》               | 赵雪茗     |                      |
| 2005年   | 《浪漫的西街》           | 至美       |                      |
| 2006年   | 《爱就爱了》             | 张天洁     |                      |
| 2006年   | 《世纪不了情》           | 孟南丹凤   |                      |
| 2007年   | 《东陵大盗》             | 苏英       |                      |
| 2007年   | 《我是太阳》             | 范琴娜     |                      |
| 2008年   | 《玫瑰江湖》             | 月芽儿     | 友情出演             |
| 2009年   | 《知县叶光明》           | 蔡芸       |                      |
| 2009年   | 《敌营十八年2 虎胆雄心》 | 尤佳丽     |                      |
| 2011年   | 《战火西北狼》           | 夏蝉、知了 |                      |
| 2015年   | 《秦时明月》             | 碧华、素影 | 原型为燕太子妃、月神 |
| 2016年   | 《女医·明妃传》          | 陈碧娘     |                      |

### 电影
| 上映年份 | 电影名                   | 角色        |
| 2002年   | 《我的失忆男友》         | 小王        |
| 2004年   | 《做头》                 | 安维亚      |
| 2005年   | 《陆小凤传奇之绣花大盗》 | 薛冰        |
| 2007年   | 《意乱情迷》             | 萧然        |
| 2010年   | 《爱出色》               | Polly(鲍丽) |
| 待播     | 《围脖时期的爱情》       | 戴蔓        |

### MV
| 年份   | 歌曲            | 歌手   |
| 2008年 | 《花样年华》    | 关喆   |
| 2008年 | 《Yi-Ya-Yi-Ye》 | 关喆   |
| 2008年 | 《给你的歌》    | 关喆   |
| 2008年 | 《我不是圣人》  | 关喆   |
| 2014年 | 《微爱来了》    | 谷亚潼 |